# Guidonia Montecelio
Guidonia Montecelio là một đô thị trong tỉnh Roma, vùng Lazio, Ý. Đô thị này có diện tích 79,06 km2, dân số thời điểm năm 2009 là 82.558 người. Guidonia Montecelio có cự ly km về phía so với thủ đô Roma.